# 新松戸
新松戸（しんまつど）は、千葉県松戸市にある町名。本項では新松戸東（しんまつどひがし）、新松戸南（しんまつどみなみ）、新松戸北（しんまつどきた）についても述べる。

## 概要

### 新松戸
現行行政地名は新松戸一丁目から新松戸七丁目。郵便番号は270-0034。

### 新松戸東
現行行政地名は新松戸東一丁目から新松戸東三丁目。郵便番号は270-0033。

### 新松戸南
現行行政地名は新松戸南一丁目から新松戸南三丁目。郵便番号は270-0035。

### 新松戸北
現行行政地名は新松戸北一丁目および新松戸北二丁目。郵便番号は270-0032。
新松戸一丁目から七丁目は1977年から1979年、新松戸南一丁目から三丁目は1986年に成立した。松戸市の町名を参照。

## 地理

### 河川
- 坂川
- 新坂川

### 地価
住宅地の地価は、2017年（平成29年）1月1日に公表された公示地価によれば、新松戸三丁目173番3の地点で23万7千円/m2となっており、松戸市内の住宅地で最も地価が高い。
新松戸の地価は、1位が新松戸二丁目108番の地点で63万5千円/m2で2位は新松戸一丁目367番3の地点で40万2千円/m2となっている。

## 沿革
もとは1692年（元禄5年）に坂川沿岸であった同地を新田開発した地帯で（大谷口新田）、東漸寺の広大な寺有田であった。明治以降は東葛飾郡に属し、1889年（明治22年）に町村制施行がなされ、一帯は旧小金町に当たり、南部は旧馬橋村に属していた。第二次世界大戦後、一帯は農地解放され、畑作耕地となる。
その後、松戸都市計画事業 新松戸第一土地区画整理事業（1966年 - 1968年、組合施行）松戸都市計画事業 新松戸第二土地区画整理事業（1970年 - 1979年、組合施行）松戸都市計画事業 新松戸中央土地区画整理事業（三菱地所と清水建設他JVの組合施行、1970年 - 1977年）を経て、一帯は新興住宅地、東京方面に通勤する勤労者らの定住するベッドタウンと化していった。

## 集合住宅街
- サンライトパストラル壱番街〜八番街（東武鉄道、清水建設）（全23棟）
- パークハウス（三菱地所、清水建設）東パークハウス、南パークハウス、西パークハウス、中央パークハウス、アゼリアパークハウス、ユーカリパークハウス（全20棟）
- オーベルグランディオ新松戸（2棟）
- ファミールハイツ1号棟〜6号棟(全6棟）
- 新松戸ハイツ（1棟）
- 新松戸コーポ（2棟）
- パークハウス新松戸311（1棟）
- プライヴ（1棟）
- アンビシャスパーク新松戸（1棟）
- パークホームズ新松戸駅前（1棟）
- パインズマンション新松戸駅前（1棟）
- ヒルズ新松戸中央公園（1棟）
- ローレル新松戸（1棟）
- ライオンズマンション新松戸（1棟）
- エクセレントシティ新松戸（1棟）

## 世帯数と人口
2017年（平成29年）11月1日現在の世帯数と人口は以下の通りである。

### 新松戸
| 丁目         | 世帯数     | 人口     |
| ------------ | ---------- | -------- |
| 新松戸一丁目 | 1,301世帯  | 2,026人  |
| 新松戸二丁目 | 769世帯    | 1,110人  |
| 新松戸三丁目 | 3,762世帯  | 7,713人  |
| 新松戸四丁目 | 2,084世帯  | 3,993人  |
| 新松戸五丁目 | 1,690世帯  | 3,685人  |
| 新松戸六丁目 | 1,826世帯  | 4,062人  |
| 新松戸七丁目 | 3,201世帯  | 7,254人  |
| 計           | 14,633世帯 | 29,843人 |

### 新松戸東
| 町丁     | 世帯数  | 人口  |
| -------- | ------- | ----- |
| 新松戸東 | 488世帯 | 969人 |

### 新松戸南
| 丁目           | 世帯数    | 人口    |
| -------------- | --------- | ------- |
| 新松戸南一丁目 | 1,303世帯 | 2,629人 |
| 新松戸南二丁目 | 702世帯   | 1,554人 |
| 新松戸南三丁目 | 694世帯   | 1,812人 |
| 計             | 2,699世帯 | 5,995人 |

### 新松戸北
| 丁目           | 世帯数    | 人口    |
| -------------- | --------- | ------- |
| 新松戸北一丁目 | 994世帯   | 1,933人 |
| 新松戸北二丁目 | 1,077世帯 | 2,305人 |
| 計             | 2,071世帯 | 4,238人 |

### 合計
| 丁目     | 世帯数     | 人口     |
| -------- | ---------- | -------- |
| 新松戸   | 14,633世帯 | 29,843人 |
| 新松戸東 | 488世帯    | 969人    |
| 新松戸南 | 2,699世帯  | 5,995人  |
| 新松戸北 | 2,071世帯  | 4,238人  |
| 計       | 19,891世帯 | 41,045人 |

## 小・中学校の学区
市立小・中学校に通う場合、学区は以下の通りとなる。

### 新松戸
| 丁目         | 番地                                                | 小学校                 | 中学校                 |
| ------------ | --------------------------------------------------- | ---------------------- | ---------------------- |
| 新松戸一丁目 | 1〜152番地 301〜308番地                             | 松戸市立殿平賀小学校   | 松戸市立小金中学校     |
| 新松戸一丁目 | その他                                              | 松戸市立横須賀小学校   | 松戸市立小金中学校     |
| 新松戸二丁目 | 1〜127番地 383〜392番地 430番地〜449番地            | 松戸市立馬橋北小学校   | 松戸市立小金中学校     |
| 新松戸二丁目 | その他                                              | 松戸市立馬橋北小学校   | 松戸市立新松戸南中学校 |
| 新松戸三丁目 | 1番地の2以降 3番地3                                 | 松戸市立馬橋北小学校   | 松戸市立小金中学校     |
| 新松戸三丁目 | 3番地の1〜2 123～278番地 320〜433番地 499〜501番地  | 松戸市立馬橋北小学校   | 松戸市立新松戸南中学校 |
| 新松戸三丁目 | 1番地の1                                            | 松戸市立新松戸西小学校 | 松戸市立小金中学校     |
| 新松戸三丁目 | 2番地、4番地〜122番地                               | 松戸市立新松戸南小学校 | 松戸市立小金中学校     |
| 新松戸三丁目 | その他                                              | 松戸市立新松戸南小学校 | 松戸市立新松戸南中学校 |
| 新松戸四丁目 | 35〜298番地 308〜315番地 323〜357番地               | 松戸市立新松戸南小学校 | 松戸市立小金中学校     |
| 新松戸四丁目 | 1～13番地                                           | 松戸市立馬橋北小学校   | 松戸市立小金中学校     |
| 新松戸四丁目 | その他                                              | 松戸市立横須賀小学校   | 松戸市立小金中学校     |
| 新松戸五丁目 | 全域                                                | 松戸市立新松戸西小学校 | 松戸市立小金中学校     |
| 新松戸六丁目 | 121〜363番地 371〜378番地 380〜383番地 391〜415番地 | 松戸市立新松戸南小学校 | 松戸市立新松戸南中学校 |
| 新松戸六丁目 | その他                                              | 松戸市立新松戸南小学校 | 松戸市立小金中学校     |
| 新松戸七丁目 | 全域                                                | 松戸市立新松戸西小学校 | 松戸市立小金中学校     |

### 新松戸東
| 番地 | 小学校             | 中学校               |
| ---- | ------------------ | -------------------- |
| 全域 | 松戸市立幸谷小学校 | 松戸市立小金南中学校 |

### 新松戸南
| 丁目           | 番地 | 小学校                 | 中学校                 |
| -------------- | ---- | ---------------------- | ---------------------- |
| 新松戸南一丁目 | 全域 | 松戸市立馬橋北小学校   | 松戸市立新松戸南中学校 |
| 新松戸南二丁目 | 全域 | 松戸市立馬橋北小学校   | 松戸市立新松戸南中学校 |
| 新松戸南三丁目 | 全域 | 松戸市立新松戸南小学校 | 松戸市立新松戸南中学校 |

### 新松戸北
| 丁目           | 番地 | 小学校               | 中学校             |
| -------------- | ---- | -------------------- | ------------------ |
| 新松戸北一丁目 | 全域 | 松戸市立横須賀小学校 | 松戸市立小金中学校 |
| 新松戸北二丁目 | 全域 | 松戸市立横須賀小学校 | 松戸市立小金中学校 |

## 交通

### 鉄道
- 当地域の中心駅は、JR常磐緩行線、武蔵野線新松戸駅（所在地:松戸市幸谷）と、流鉄流山線幸谷駅（所在地:松戸市新松戸）である。両駅は駅名は異なるが、隣接して所在している。
- 新松戸七丁目など一部地域からはJR武蔵野線、首都圏新都市鉄道つくばエクスプレス南流山駅が、新松戸北からは流鉄流山線小金城趾駅が最寄りだが、後述のバス路線により新松戸駅と結ばれているため、新松戸駅を利用する住民もいる。

この他に、武蔵野線北小金支線（貨物線）（南流山駅 - 北小金駅）、馬橋支線（貨物線）（南流山駅 - 馬橋駅）の線路が通る。

### 路線バス
新松戸地域は路線バスによって新松戸駅、馬橋駅、八柱駅と結ばれている。ここでは新松戸、新松戸北、新松戸南、新松戸東のバス路線について記述する。
松戸新京成バス
- 新松戸線
  - 新1系統 新松戸駅 - 新松戸郵便局前 - 支所前 - 新松戸五丁目 - 坂川 - こぶし公園 - 新松戸7丁目 - (南流山駅南口）
  - 新2系統 新松戸駅 - 新松戸郵便局前 - 支所前 - 変電所 - 新松戸南小 - ユーカリ前 -・・・- 馬橋駅西口

- 小金原線
  - 14・14A系統 新松戸駅 - 新松戸郵便局前 - 小金中学校 - 新松戸一丁目 - 新松戸東 -・・・- テラスモール松戸北口 - 貝の花 - 森のホール21公園中央口 - 八柱駅

上記路線が新松戸の各地域と新松戸駅を結んでいる。地域内輸送の短距離路線だが、利用者が多いため運行本数も多く、新1系統は平日朝ラッシュ時 最大14本/時、上記路線すべてが経由する新松戸郵便局前〜新松戸駅の区間は平日朝ラッシュ時 最大20本/時が走行する。

### 深夜急行バス
- 成田空港交通
  - 新松戸・千葉ニュータウン・成田線  成田空港（第2ターミナル）行

当地域内に、ユーカリ前（新松戸南）、支所前（新松戸5丁目）、新松戸駅の3つバス停があり、毎日運行されている。ただし、乗降可能なバス停は新松戸駅のみで、他は降車専用となっている。

## 大規模小売店舗
- イオンフードスタイル新松戸店（旧・新松戸中央開発、ダイエー新松戸店）

事故の一覧にあるとおり、1982年1月24日、当時大ブームだったアニメーション番組機動戦士ガンダムのプラモデル・ガンプラを購入しようと開店と同時にエスカレーターに殺到し将棋倒し事故が発生した。同店に新松戸アイスアリーナがあったが、2002年1月に閉館。フィギュアスケートの新松戸DLLクラブ（後・新松戸DOSC）、株式会社ダイエーオリンピックスポーツクラブ、スポーツクラブ・オレンジワン新松戸店も閉店・解散となる。

## その他の店舗
ここでは主なものを挙げる。

### 家電量販店
- ヤマダデンキ テックランド新松戸けやき通り店（旧サトームセンダイエー新松戸店から2007年12月8日転換、2016年1月11日閉鎖）

過去には新栄電機産業新松戸店、第一家庭電器L新松戸店があった。

### スーパーマーケット
- マックスバリュ エクスプレス新松戸店
- ちばコープ コープ新松戸店
- ハローマート 新松戸店（新松戸三丁目103）（2020年10月31日閉店）
- コモディイイダ 新松戸店
- 富士ガーデン 新松戸店
- マルエツ 新松戸店（2016年2月28日閉店）
- 業務スーパー・河内屋 新松戸店

マックスバリュ、コモディイイダの両店舗は以前、マツモトキヨシが運営する「スーパーマツモトキヨシ（マックス）」の新松戸駅前店、新松戸中央店だった。

### ディスカウントストア
- アコレ
  - 新松戸3丁目店（新栄電機産業跡）
  - 新松戸北1丁目店
- ジェーソン 新松戸店（サトームセン新松戸店→二木の菓子新松戸店跡）

### ドラッグストア
- スギ薬局 新松戸南店（ハローマート新松戸店跡）
- ドラッグストアスマイル 新松戸店
- くすりの福太郎 新松戸店（マルエツ 新松戸店跡）
- マツモトキヨシ
  - 新松戸駅前店
  - 新松戸2丁目店（2022年6月開店）
  - 新松戸中央店（コモデティイイダ内）
  - 新松戸4丁目店（ちばコープ内）
  - 調剤薬局新松戸店

新松戸東に本社があり、店舗数が多い。

### 100円ショップ
- meets. 新松戸駅前店
- ザ・ダイソー フジガーデン新松戸店
- キャンドゥ ダイエー新松戸店

### ファストフード店・カフェ
- マクドナルド
  - 新松戸駅前店
  - 新松戸コモディイイダ店（2020年9月22日閉店）
- ロッテリア 新松戸駅前店
- モスバーガー ダイエー新松戸店（閉店）
- ケンタッキーフライドチキン イオンフードスタイル新松戸店
- ドミノ・ピザ 新松戸店
- ピザーラ 新松戸店
- ドトールコーヒーショップ 新松戸店
- タリーズコーヒー 新松戸店（2021年1月31日をもって無期休業）
- コメダ珈琲 新松戸駅前店
- バーガーキング イオンフードスタイル新松戸店
- 珈琲館 蔵 新松戸店

### その他
ちばコープ新松戸店には、米屋新松戸店、リトルマーメイド新松戸店が進出した。二木の菓子新松戸店は2008年3月10日に閉店した。華屋与兵衛は、1986年12月開業の新松戸店が第1号店。

## 教育施設

### 大学・専門学校その他
- 流通経済大学
  - 新松戸キャンパス（新松戸三丁目2-1）
  - 新松戸2号館（新松戸三丁目371）
- 日本国際工科専門学校本館（新松戸四丁目2-1）、2,3号館（新松戸一丁目130-1）、4号館（新松戸四丁目5-2）、6号館（新松戸三丁目440）、8号館（新松戸北一丁目15-4）
- 北原学院歯科衛生専門学校
- KEN日本語学院

### 高等学校
- 千葉県立小金高等学校（新松戸北二丁目14-1）
- 興学社高等学院
- 勇志国際高等学校千葉学習センター

### 小・中学校
- 松戸市立新松戸南中学校（新松戸南二丁目124）
- 松戸市立小金中学校（新松戸北二丁目16-11）
- 松戸市立横須賀小学校（新松戸北二丁目13-1）
- 松戸市立新松戸西小学校（小金1180）
- 松戸市立新松戸南小学校（新松戸六丁目304）
- 松戸市立馬橋北小学校（新松戸南二丁目1）

松戸市立新松戸北小学校は2005年に松戸市立新松戸西小学校へ、松戸市立新松戸北中学校は2009年に松戸市立小金中学校へそれぞれ統合され、廃校となった。跡地には、分譲住宅と地域コミュニティ施設を整備中。

### 幼稚園
- 新松戸幼稚園（新松戸三丁目256）
- 第二かきのき幼稚園

## 予備校・学習塾
当地域には多くの学習塾・予備校が存在する。
- 東進ハイスクール 新松戸校
- 栄光ゼミナール 新松戸校
- 早稲田アカデミー 新松戸校
- 明光義塾 新松戸ゆりのき通り教室
- 東京個別指導学院 新松戸教室
- 臨海セミナー 新松戸
- 森塾（スプリックス） 新松戸校
- ITTO個別指導学院 新松戸校
- トライプラス 新松戸校
- 興学社学園
- 個太郎塾
- 城南コベッツ
- 塾クセジュ新松戸教室（開校:2005年）
- 市進学院
- スクールIE
- エルヴェ学院新松戸校
- 創学舎
- アトリエ新松戸（美大予備校）

## スポーツ施設
- 明治スポーツプラザザバススポーツクラブ新松戸（新松戸事業所、2007年 - ）
- ユアースポーツクラブ新松戸店
- イオンスポーツクラブ
- SYSテニスクラブ（shinmatsudo yamaki sports）
- 新松戸高橋ボクシングジムボクシングジム

### スポーツチーム
- 新松戸山喜

日本最高峰の団体戦であるテニス日本リーグに山喜（松戸市新松戸一丁目199）で出場している選手や、日本ランキング30位前後のプロテニス選手が多数在籍している。山喜は千葉県初の日本リーグチームである。

## 公共系施設等

### 公共施設
- 松戸市役所新松戸支所（新松戸三丁目27）
  - 松戸市新松戸市民センター
  - 松戸市立図書館新松戸分館
- 松戸青少年会館（新松戸南二丁目2）
- 新松戸プール（新松戸南二丁目3）
- 松戸市市民交流会館 文化施設（新松戸七丁目192-1、新松戸北小学校跡地）
- 松戸市市民交流会館 運動施設（新松戸五丁目179-1、新松戸北中学校跡地）
- 新松戸未来館

### 警察
- 松戸警察署新松戸交番 (新松戸駅前交番）

### 郵便局
- 新松戸駅前郵便局（新松戸一丁目366）
- 新松戸郵便局（新松戸四丁目59）
- 新松戸北郵便局（新松戸七丁目165-2）
- 新松戸南郵便局（新松戸南二丁目79）

### 保育園
- 新松戸みなみ保育園（新松戸一丁目82）
- 東進ポップキッズ（新松戸一丁目345-2）
- 小金西グレース保育園（新松戸北二丁目11-3）
- 横須賀学童保育所（新松戸北二丁目）
- 新松戸あかしあ学童保育所（新松戸七丁目）
- 新松戸学童保育所（新松戸四丁目）
- 新松戸ベビーホーム（新松戸六丁目118-1）
- 新松戸中央保育所（新松戸三丁目111）
- 新松戸北保育所（新松戸七丁目145）
- 小金西保育所（新松戸北二丁目11-3）
- 新松戸南部保育所（新松戸南二丁目17）
- ナーサリースクールいずみ新松戸（新松戸北一丁目11-15）

など

## おもな事業所
- NHK千葉放送局東葛支局（新松戸東三丁目1）
- ジェイコム東葛葛飾（新松戸三丁目55 朝日生命ビル4階）
- 荘内日報東京支局（新松戸七丁目222）
- マツキヨココカラ&カンパニー本店（新松戸東九丁目）

## 葬儀
- セレモ新松戸ホール
- ライフケア新松戸

## 医療機関
- 中央医科グループ・新松戸中央総合病院（医療法人財団明理会、新松戸一丁目380）
- 東京勤労者医療会新松戸診療所（新松戸四丁目2-2）
- 新松戸メンタルクリニック（新松戸四丁目2-2）
- けやきトータルクリニック（新松戸三丁目114）
- 新松戸ハートクリニック（新松戸二丁目115-1 松本ビル3階）
- 新松戸診療所（新松戸四丁目2-2）
- 桐友クリニック新松戸（新松戸三丁目135）
- とくいずみ医院（新松戸三丁目3-6）

など

## 近隣宗教施設
地区内
- 日本基督教団新松戸幸谷教会（新松戸二丁目169）
- 新松戸福音自由教会（新松戸四丁目59 新松戸郵便局ビル3階）
- 新松戸リバイバルチャーチ（新松戸四丁目256-1）
- 日本基督教団新松戸教会（新松戸六丁目305-1）
- 新松戸大谷口新田稲荷神社（新松戸七丁目77）

地区外
- 福昌寺（幸谷観音、幸谷176）
- 幸谷赤城神社（幸谷630）
- 蘇羽鷹神社（二ツ木1732）

など

## 街路
けやき通りは、糞の項にもあるとおり、ムクドリの糞害がフジテレビでも取り上げられている。

## 街区公園
- 新松戸第1公園 - 新松戸一丁目
- 新松戸第2公園 - 新松戸二丁目
- ゆりのき公園  -  新松戸二丁目
- やなぎ公園 - 新松戸三丁目
- さざんか公園 - 新松戸三丁目
- ことりのくる公園 - 新松戸五丁目
- 新松戸中央公園 - 新松戸六丁目
- もくれん公園 - 新松戸六丁目
- こぶし公園 - 新松戸七丁目
- あおぎり公園 - 新松戸七丁目
- あかしあ公園 - 新松戸七丁目
- あじさい公園 - 新松戸七丁目
- しらかば公園 - 新松戸南一丁目
- 新松戸南公園 - 新松戸南二丁目
- けやき公園 - 新松戸南三丁目

## 宿泊施設
- 新松戸ステーションホテル
- ビジネス第一ホテル

## その他
毎年7月下旬に、新松戸祭りが開催される。期間中は、新松戸中央公園とけやき通りのダイエー前の交差点から新松戸6丁目交差点までの区間が会場になり、けやき通りは歩行者天国化され露店が立ち並ぶ。比較的大規模な祭りで、当日は駅やダイエーが混雑する。